# Aloys Schmitt
Aloys Schmitt (26. august 1788 — 25. juli 1866) var en tysk klaverspiller og komponist, far til Georg Aloys Schmitt.
Schmitt levede sin længste tid som virtuos og lærer i Frankfurt a.M.; han udgav værdifulde instruktive værker foruden en del kompositioner i forskellige genrer.